# 杉山伸也
杉山 伸也（すぎやま しんや、1949年1月11日 - ）は、日本の経済史学者。専攻は、日本経済史・アジア経済史。慶應義塾大学名誉教授。

## 略歴
静岡県三島市生まれ。1972年早稲田大学政治経済学部卒、1975年同大学院修士課程修了、1981年ロンドン大学・ロンドン・スクール・オブ・エコノミックスで博士号取得。1984年慶應義塾大学経済学部助教授、1991年教授、2012年定年、名誉教授。社会経済史学会代表理事。専攻は、日本経済史・アジア経済史。1989年『Japan's Industrialization in the World Economy, 1859-1899』で日経・経済図書文化賞受賞。

## 著書
- Japan's Industrialization in the World Economy, 1859-1899: Export Trade and Overseas Competition（Athlone Press）1989
- 『明治維新とイギリス商人 トマス・グラバーの生涯』岩波新書 1993
- 『日本経済史 近世-現代』岩波書店 2012
- 『グローバル経済史入門』岩波新書 2014
- 『日英経済関係史研究 1860～1940』慶應義塾大学出版会 2017

### 共編著
- 『戦間期東南アジアの経済摩擦 日本の南進とアジア・欧米』イアン・ブラウン共編著 同文館出版 1990
- 『近代アジアの流通ネットワーク』リンダ・グローブ共編 創文社 1999
- 『岩波講座 「帝国」日本の学知』全8巻、岩波書店 2006
  - 責任編集『岩波講座 第2巻 「帝国」の経済学』 2006

山本武利・田中耕司・末廣昭・山室信一・岸本美緒・藤井省三・酒井哲哉共編
- 『日本石炭産業の衰退 戦後北海道における企業と地域』牛島利明共編著 慶應義塾大学出版会 2012

### 編纂
- 『萩原延壽集』全7巻、朝日新聞社 2008。宮村治雄・酒井哲哉・吉良芳恵・菅原啓州共編
- 『馬場辰猪 日記と遺稿』川崎勝共編 慶應義塾大学出版会 2015

### 翻訳
- W.G.ビーズリー『日本帝国主義1894-1945 居留地制度と東アジア』岩波書店 1990
- 横浜開港資料館編『ホームズ船長の冒険 開港前後のイギリス商社』H.ボールハチェット共訳 有隣堂 有隣新書 1993